# Tapeni Suti
Tapeni Suti (ur. 9 lutego 1998) – zapaśnik z Samoa Amerykańskiego walczący w obu stylach. Dwukrotny medalista mistrzostw Oceanii w 2016 roku.